# Sankthelenskt pund
Sankthelenskt pund (£ - Saint Helena pound) är den valuta som används i Sankta Helena, Ascension och Tristan da Cunha utanför Afrikas västra kust. Valutakoden är SHP. 1 Pound = 100 pence.
Valutan infördes år 1976 av regeringen i Sankt Helena. Idag används det sankthelenska pundet på öarna Sankta Helena och Ascension medan det på ön Tristan Da Cunha har ersatts med brittiskt pund.
Valutan har en fast växelkurs till det brittiska pundet, dvs 1 SHP = 1 GBP.

## Historia och uppkomst
Guvernören och rådet på Sankta Helena började ge ut lokala banksedlar år 1716. En sedel som utfärdades på Sankta Helena år 1722, med valören 2 shilling och 6 pence, såldes på en auktion i oktober år 1989 och nådde då en summa på 8500 dollar.
Tiden fram till att det sankthelenska pundet infördes cirkulerade flera olika slags valutor på ögruppen. Det rörde sig om bland annat om lokala pappersvalutor, brittiskt pund och sydafrikansk rand.
Vid år 1976 inför regeringen på Sankta Helena det sankthelenska pundet i sedelform. Pundet var avsett att användas på ön. År 1984 infördes även mynt i valutan. Valutan kom först att användas på Sankta Helena och Ascension innan de till slut även nådde den tredje ön, Tristan Da Cunha.

## Sedlar
Gemensamt för alla sankthelenska sedlar som funnits genom åren är att de alltid prytts av drottning Elizabeth II av England. Samma bild av drottningen användes på sedlarna fram till år 2004 då den ersattes av en nyare bild. Sedlarna följer även en färgkod, som även den bestått sedan start.
| Valör (sedel) | Färg   |
| ------------- | ------ |
| 50 pence      | Lila   |
| £ 1           | Grön   |
| £ 5           | Blå    |
| £ 10          | Röd    |
| £ 20          | Orange |

Idag är sedlarna med valörerna 5, 10 och 20 SHP de som oftast förekommer.

## Mynt

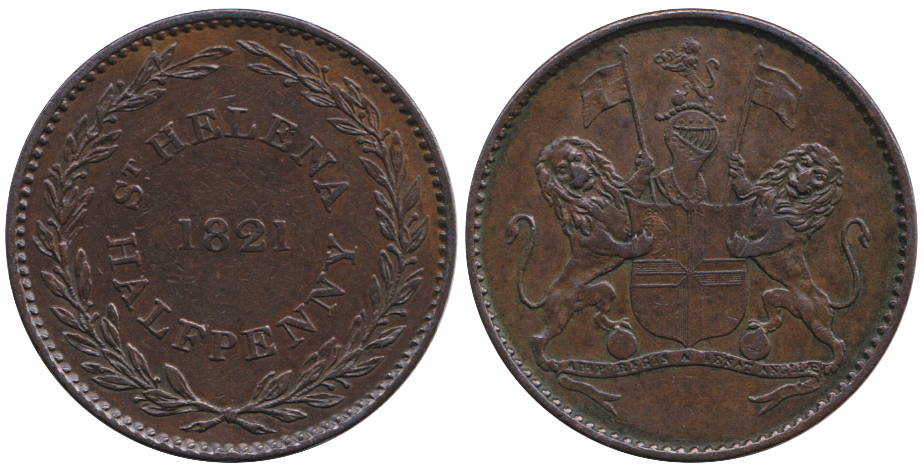
Ett halvt öre präglat för ön av Brittiska Ostindiska Kompaniet 1821. Koppar.

De första mynten som gavs ut på Sankta Helena var pennies. Dessa infördes av det Brittiska Ostindiska Kompaniet under 1820-talet. Det skulle dröja ända till år 1984 innan ön fick nya mynt, dessa tillhörande det sankthelenska pundet. Innan dess användes även brittiska mynt.
De mynt som införs i samband med SHP utkom i valörerna 1, 2, 5, 10 och 50 pence samt 1 pund. Vid en senare tidpunkt tillkom även 2 pund som valör. Idag är mynten som är värda 1 och 2 pund de vanligaste.
Mynten, liksom sedlarna, pryds också alla av Elizabeth II. De är av samma storlek, vikt och form som de brittiska mynten. Den sida av myntet som inte pryds av den brittiska drottningen föreställer djur eller växter som har anknytning till öarna. Enda undantaget är mynten som är värt £ 2.
| Valör (mynt) | Bild                  |
| ------------ | --------------------- |
| 1 penny      | Tonfisk               |
| 2 pence      | Åsna                  |
| 5 pence      | Sköldpadda (Jonathan) |
| 10 pence     | Delfiner              |
| 20 pence     | Ebony-blomma          |
| 50 pence     | Grön havssköldpadda   |
| £ 1          | Sottärna              |
| £ 2          | Riksvapnet            |

## Användning
Valutan ges ut av Government of Saint Helena (GSH) med förvaltning i Jamestown.
Som tidigare nämnt används valutan idag främst på öarna Sankta Helena och Ascension. Tristan Da Cunha har valt att inte använda sig av den inhemska valutan. Ön har istället antagit det brittiska pundet som sin officiella valuta.
Även om SHP är den officiella valutan på Sankta Helena och Ascension så går det att handla med det brittiska pundet i de flesta affärer och restauranger. Växeln ges å andra sidan oftast tillbaka i SHP.
Som valuta på bankkonton och vid transaktioner existerar Sankthelenskt pund bara på öarna. Vid internationella överföringar måste Bank of Saint Helena vara lokal aktör, och de har bara GBP, EUR, ZAR och USD som möjlig transaktionsvaluta.

## Valörer
- Sedlar: 5, 10 och 20 SHP
- Mynt: 1 och 2 Pound
- Underenhet: 1 (penny), 2, 5, 10, 20 och 50 pence